# St. Nikolaus (Reuth)

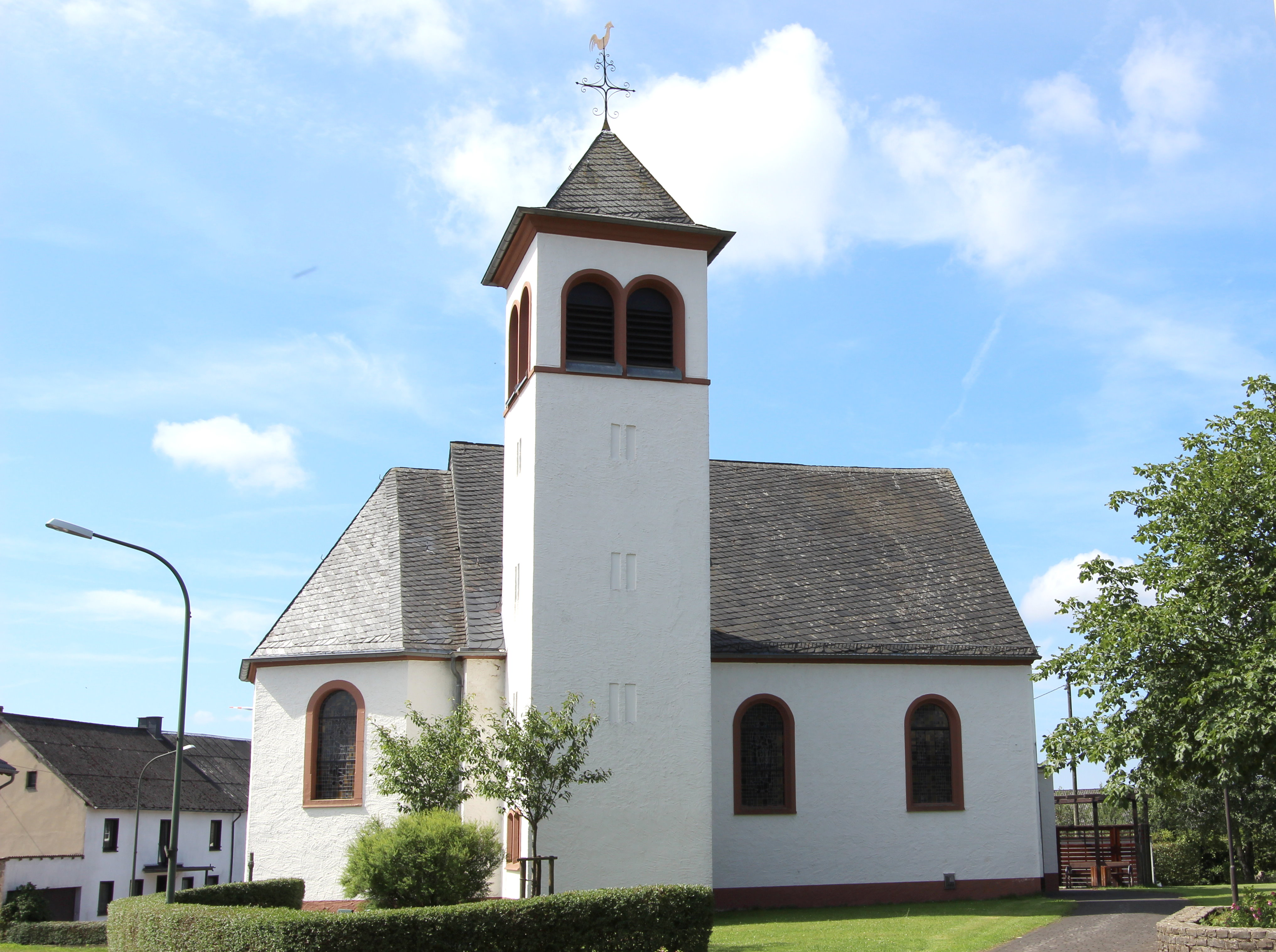
St. Nikolaus (Reuth)

Die Kapelle St. Nikolaus ist die römisch-katholische Filialkirche in Reuth im Landkreis Vulkaneifel in Rheinland-Pfalz. Die Kirche gehört zur Pfarrei Olzheim in der Pfarreiengemeinschaft Prüm im Dekanat St. Willibrord Westeifel im Bistum Trier.

## Geschichte
Seit dem 16. oder 17. Jahrhundert gab es in Reuth eine Kapelle, die 1945 (bis auf den Chorraum) zerstört wurde. Der Neubau war 1950 abgeschlossen. Es handelt sich um eine einschiffige Kirche mit einem 1972 an der Nordseite neu angebauten Glockenturm. Sie ist zu Ehren des heiligen Nikolaus von Myra geweiht.

## Ausstattung
Der holzgeschnitzte neugotische Altar ist ein Geschenk der Pfarrei Velbert. An der Ostwand des Chorraumes befindet sich ein erhalten gebliebenes gotisches Sakramentshäuschen. Die Kirche verfügt über folgende Statuen: Nikolaus, Isidor von Madrid, Kornelius, Muttergottes, Herz-Jesu-Figur. Die Fenster zeigen: Barbara von Nikomedien, Brigida von Kildare, Wendelin und Aloisius von Gonzaga.